# Пердифумо
Пердифумо (итал. Perdifumo) је насеље у Италији у округу Салерно, региону Кампанија.
Према процени из 2011. у насељу је живело 418 становника. Насеље се налази на надморској висини од 432 м.

## Становништво
Према резултатима пописа становништва 2011. у општини је живело 1.768 становника.
| 1931. | 1936. | 1951. | 1961. | 1971. | 1981. | 1991. | 2001. | 2011. |
| ----- | ----- | ----- | ----- | ----- | ----- | ----- | ----- | ----- |
| 2.538 | 2.713 | 2.802 | 2.634 | 2.039 | 1.756 | 1.873 | 1.866 | 1.768 |